# Contre-attaque (Buffy)
Pour les articles homonymes, voir Contre-attaque.
Contre-attaque est le 20e épisode de la saison 7 de Buffy contre les vampires.

## Résumé
Faith décide de capturer un Bringer (un serviteur de La Force) pour obtenir des informations sur la Force ou Caleb. Kennedy sert d'appât et le plan est un succès total. Un Bringer est ramené captif à la maison Summers. Entretemps, Spike et Andrew rentrent de leur expédition et découvrent ce qui s'est passé en leur absence. Furieux de cette trahison, Spike s'en prend verbalement au groupe puis se bat avec Faith avant de partir à la recherche de Buffy. 
Le Bringer capturé par le groupe n'ayant pas de langue, Willow jette un sort pour communiquer avec lui magiquement. Le Bringer s'exprime alors par la bouche d'Andrew mais ne fait que se moquer d'eux avant que Giles le tue. Spike retrouve Buffy dans une maison abandonnée mais celle-ci est prête à tout laisser tomber. Spike fait alors un long discours dans lequel il lui dit tout l'amour et l'admiration qu'il lui porte et qu'elle est la seule à pouvoir les sauver. Il s'apprête ensuite à partir mais Buffy lui demande de rester avec elle.
Giles et Faith mettent au point un plan pour attaquer le repaire des Bringers dès le lendemain. Durant la nuit, Faith couche avec Robin Wood, Willow avec Kennedy et Alex avec Anya, tous cherchant du réconfort. Buffy et Spike passent quant à eux la nuit dans les bras l'un de l'autre mais, au matin, Spike découvre que Buffy est partie en lui laissant un mot. 
Buffy part trouver Caleb dans son antre pour le provoquer. Lors du combat les opposant, elle découvre une trappe et y plonge. Elle trouve alors une faux enchâssée dans une roche. Pendant ce temps, Faith et les Potentielles trouvent le repaire des Bringers dans les égouts et se débarrassent d'eux. Faith ouvre alors un coffre qui contient en fait une bombe sur le point d'exploser.

## Production
La brève scène d'amour entre Willow et Kennedy est la première scène de sexe entre lesbiennes diffusée sur une chaîne de télévision dans le cadre d'une émission tous publics.

## Statut particulier
Antépénultième épisode de la série, il voit Buffy trouver la faux qui va jouer un rôle décisif dans le rituel pratiqué dans le dernier épisode. Noel Murray, du site The A.V. Club, évoque « un épisode de transition avant le grand final » où toute l'action est concentrée au tout début et à la toute fin, Murray ayant particulièrement apprécié le début de l'épisode, avec le chaos qui s'installe dans le groupe à la suite du départ de Buffy, et affirmant que le combat entre Buffy et Caleb a été beaucoup mieux pensé que celui de Faith et des potentielles contre les Bringers qui est « difficile à suivre ». Les rédacteurs de la BBC estiment que c'est un « épisode bouche-trou » et qu'en dehors des excitantes cinq dernières minutes, le reste de l'épisode est « ennuyeux et agaçant ». Pour Mikelangelo Marinaro, du site Critically Touched, qui lui donne la note de A, c'est l'un de ces épisodes « solides à tous les niveaux qui ne commettent aucune erreur importante », comportant un « scénario adroit » de Rebecca Rand Kirshner, dont il estime que c'est le meilleur travail sur la série, de la « frénétique séquence d'ouverture où le Maire rend visite à Faith » jusqu'à « l'habile combat de Buffy contre Caleb » en passant par « la très belle conversation entre Spike et Buffy » et les « fascinantes courtes scènes où tous les personnages essaient de se sentir aimés et touchés par quelqu'un d'autre ».

## Distribution

### Acteurs et actrices crédités au générique
- Sarah Michelle Gellar : Buffy Summers
- Nicholas Brendon : Alexander Harris
- Emma Caulfield : Anya Jenkins
- Michelle Trachtenberg : Dawn Summers
- James Marsters : Spike
- Alyson Hannigan : Willow Rosenberg

### Acteurs et actrices crédités en début d'épisode
- Anthony Stewart Head : Rupert Giles
- Eliza Dushku : Faith
- Nathan Fillion : Caleb
- Tom Lenk : Andrew Wells
- Iyari Limon : Kennedy
- Sarah Hagan : Amanda
- Harry Groener : La Force/Richard Wilkins
- D. B. Woodside : Robin Wood

### Acteurs et actrices crédités en fin d'épisode
- Felicia Day : Vi
- Dania Ramirez : Caridad
- Kristy Wu : Chao-Ahn